# نایجل هارمن
نایجل هارمن (انگلیسی: Nigel Harman؛ زادهٔ ۱۱ اوت ۱۹۷۳) یک هنرپیشه تئاتر، سینما و تلویزیون اهل بریتانیا است.
از فیلم‌ها یا مجموعه‌های تلویزیونی که وی در آن‌ها نقش داشته است می‌توان به هتل بابل و دانتون ابی اشاره نمود.
وی تا کنون برنده جوایز گوناگونی در بازیگری شده است که از جمله می‌توان به «جایزهٔ اُلیویه» اشاره کرد.